# Van Buren, Arkansas
Van Buren är en stad (city) i Crawford County, i delstaten Arkansas, USA. Enligt United States Census Bureau har staden en folkmängd på 22 790 invånare (2011) och en landarea på 40 km². Van Buren är huvudort i Crawford County.